# Żabczyce (gmina)
Żabczyce – dawna gmina wiejska istniejąca do 1939 roku w woj. poleskim (obecnie na Białorusi). Siedzibą władz gminy były Żabczyce.
W okresie międzywojennym gmina Żabczyce należała do powiatu pińskiego w woj. poleskim. 18 kwietnia 1928 roku do gminy przyłączono część zniesionej gminy Stawek. 
Po wojnie obszar gminy Żabczyce wszedł w struktury administracyjne Związku Radzieckiego.